# Isohypsibius
Isohypsibius är ett släkte av trögkrypare som beskrevs av Thulin 1928. Isohypsibius ingår i familjen Hypsibiidae.
Släktet Isohypsibius indelas i:
- Isohypsibius altai
- Isohypsibius annulatus
- Isohypsibius appelloefi
- Isohypsibius arbiter
- Isohypsibius archangajensis
- Isohypsibius arcuatus
- Isohypsibius asper
- Isohypsibius austriacus
- Isohypsibius baicalensis
- Isohypsibius bakonyiensis
- Isohypsibius baldii
- Isohypsibius baldiioides
- Isohypsibius barbarae
- Isohypsibius bartosi
- Isohypsibius basalovoi
- Isohypsibius belliformis
- Isohypsibius bellus
- Isohypsibius borkini
- Isohypsibius brevispinosus
- Isohypsibius brulloi
- Isohypsibius bulbifer
- Isohypsibius cameruni
- Isohypsibius campbellensis
- Isohypsibius canadensis
- Isohypsibius ceciliae
- Isohypsibius changbaiensis
- Isohypsibius chiarae
- Isohypsibius costatus
- Isohypsibius cyrilli
- Isohypsibius dastychi
- Isohypsibius deconincki
- Isohypsibius deflexus
- Isohypsibius dudichi
- Isohypsibius duranteae
- Isohypsibius effusus
- Isohypsibius elegans
- Isohypsibius eplenyiensis
- Isohypsibius franzi
- Isohypsibius fuscus
- Isohypsibius gibbus
- Isohypsibius gilvus
- Isohypsibius glaber
- Isohypsibius glazovi
- Isohypsibius gracilis
- Isohypsibius granditintinus
- Isohypsibius granulifer
- Isohypsibius gyulai
- Isohypsibius hadzii
- Isohypsibius helenae
- Isohypsibius hydrogogianus
- Isohypsibius hypostomoides
- Isohypsibius improvisus
- Isohypsibius indicus
- Isohypsibius irregibilis
- Isohypsibius itoi
- Isohypsibius jakieli
- Isohypsibius jingshanensis
- Isohypsibius josephi
- Isohypsibius kenodontis
- Isohypsibius kotovae
- Isohypsibius kristenseni
- Isohypsibius ladogensis
- Isohypsibius laevis
- Isohypsibius landalti
- Isohypsibius latiunguis
- Isohypsibius leithaicus
- Isohypsibius liae
- Isohypsibius lineatus
- Isohypsibius longiunguis
- Isohypsibius lunulatus
- Isohypsibius macrodactylus
- Isohypsibius malawiensis
- Isohypsibius mammillosus
- Isohypsibius marcellinoi
- Isohypsibius marii
- Isohypsibius mihelcici
- Isohypsibius monoicus
- Isohypsibius monstruosus
- Isohypsibius montanus
- Isohypsibius myrops
- Isohypsibius neoundulatus
- Isohypsibius nipponicus
- Isohypsibius nodosus
- Isohypsibius novaeguineae
- Isohypsibius palmai
- Isohypsibius panovi
- Isohypsibius papillifer
- Isohypsibius pappi
- Isohypsibius pauper
- Isohypsibius pilatoi
- Isohypsibius pratensis
- Isohypsibius prosostomus
- Isohypsibius pseudoundulatus
- Isohypsibius pulcher
- Isohypsibius pushkini
- Isohypsibius qinlingensis
- Isohypsibius rahmi
- Isohypsibius reticulatus
- Isohypsibius roberti
- Isohypsibius ronsisvallei
- Isohypsibius rudescui
- Isohypsibius rugosus
- Isohypsibius sabellai
- Isohypsibius saltursus
- Isohypsibius sattleri
- Isohypsibius schaudinni
- Isohypsibius sculptus
- Isohypsibius sellnicki
- Isohypsibius septentrionalis
- Isohypsibius silvicola
- Isohypsibius sismicus
- Isohypsibius solidus
- Isohypsibius taibaiensis
- Isohypsibius tetradactyloides
- Isohypsibius theresiae
- Isohypsibius torulosus
- Isohypsibius truncorum
- Isohypsibius tuberculatus
- Isohypsibius tuberculoides
- Isohypsibius tubereticulatus
- Isohypsibius tucumanensis
- Isohypsibius undulatus
- Isohypsibius vejdovskyi
- Isohypsibius verae
- Isohypsibius vietnamensis
- Isohypsibius wilsoni
- Isohypsibius woodsae
- Isohypsibius zierhofferi